# Веллуру
Веллуру (англ. Vellore, там.  வேலூர்) — город в индийском штате Тамилнад. Административный центр округа  Веллуру. Средняя высота над уровнем моря — 215 метров. 
По данным всеиндийской переписи 2001 года, в городе проживало 177 413 человек. Уровень грамотности взрослого населения составлял 74 % (при общеиндийском показателе 59,5 %). Уровень грамотности среди мужчин составлял 80 %, среди женщин — 68 %. 11 % населения было моложе 6 лет. 
Основными достопримечательностями города являются Веллорский форт и индуистский храм Джалагандешварара, посвящённый Шиве. В черте города ныне находится также Аркот — бывшая крепость, за обладание которой в XVIII веке боролись англичане и французы.